# Joanne Woollard
Joanne Woollard foi uma diretora de arte britânica. Como reconhecimento, foi nomeado ao Oscar 2014 na categoria de Melhor Direção de Arte por Gravity.